# Sarbanissa jordani
Sarbanissa jordani är en fjärilsart som beskrevs av Clench 1954. Sarbanissa jordani ingår i släktet Sarbanissa och familjen nattflyn. Inga underarter finns listade.